# Fonte primaria
Per fonte primaria s'intende un documento originale, ovvero una fonte d'informazioni "di prima mano" su un dato argomento.
La definizione di fonte primaria cambia a seconda della disciplina d'interesse:
- in storiografia, s'intende come primaria ogni fonte (testuale, epigrafica o archeologica) prodotta in prossimità di tempo all'evento o al contesto storico con cui è direttamente o indirettamente in relazione;
- nelle scienze naturali, s'intende per fonte primaria una relazione offerta da uno scienziato (tramite articolo accademico, relazione per convegno o conferenza, o altro mezzo) su risultati inediti di prove sperimentali di laboratorio o su nuove teorie o nuove frontiere di investigazione scientifica[3];
- nelle scienze sociali la definizione storiografica si estende a quei dati, ad esempio statistici, raccolti in relazione ad un dato contesto (relativo al passato o al presente); più in particolare, in statistica, s'intende per fonte primaria una raccolta di dati forniti da una rilevazione relativa alla stessa ricerca cui tale rilevazione è finalizzata (mentre sono fonte secondaria i dati utilizzati per una ricerca e un'analisi diverse da quelle direttamente legate alla rilevazione ed analisi primaria)[4]

L'aggettivo primario non ha caratteristiche qualitative (non significa cioè superiore): la determinazione di una fonte come "primaria", in particolare in storiografia, dipende dal punto di vista assunto da chi la utilizza e non è quindi una qualità intrinseca, né può essere operata solo in base al tipo di documento che si maneggia. Con tale aggettivo ci si riferisce piuttosto alla creazione di tale fonte da parte di contributori "primari" (che fanno cioè parte dell'ambito oggetto di studio).
Particolarmente illuminante in relazione al significato di "fonte primaria" è il confronto con la fonte detta "secondaria", che è un'opera di critica che tratta di un oggetto di storia, come un libro scolastico o un articolo, costruito a partire da una fonte primaria. Così, un monumento è una fonte primaria, mentre un libro che tratta di esso è una fonte secondaria; un diario di guerra è una fonte primaria, così come il racconto di un testimone oculare: lo storico A che lavorerà ad un'opera storiografica, maneggiando queste fonti, produrrà una fonte secondaria; se invece un secondo studioso B vorrà analizzare l'opera dello storico A, le opere di A saranno fonte primaria dello studio di B.

## Tipi di fonte
La natura di una fonte primaria dipende dal tema storico che si sta analizzando. Studiando la storia della politica, le più importanti fonti primarie sono documenti come rapporti ufficiali, registrazioni vocali, lettere o diari dei partecipanti, o il racconto di testimoni oculari (come quello di un giornalista che si trovava in loco).
Quando invece si studiano idee o concetti, le fonti primarie predominanti possono essere libri di filosofia o di letteratura scientifica. Uno studio sulla storia della cultura può includere opere d'immaginazione come romanzi o opere teatrali.
Le fonti primarie possono inoltre includere manufatti come fotografie, documentari, monete, dipinti od opere architettoniche. Gli storici possono anche tener conto di reperti archeologici, testimonianze orali o interviste, nelle loro considerazioni.
Le fonti testuali possono essere suddivise in tre tipologie principali:
- Fonti narrative o fonti letterarie – raccontano una storia o un messaggio. Non sono limitate ad opere d'immaginazione (che possono essere fonti d'informazione per attitudini contemporanee), ma includono diari, film, bibliografie, lavori scientifici e così via.
- Fonti diplomatiche – includono incartamenti e altri documenti legali che, usualmente, seguono un preciso formato.
- Documenti sociali – sono registri creati da organizzazioni, come le registrazioni delle date di nascita, gli archivi del catasto e così via.

Nella storiografia:
- Quando lo studio della storia è esso stesso soggetto ad uno scrutinio storico, una fonte secondaria diventa una fonte primaria.
- Per la biografia di uno storico, le sue pubblicazioni storiche diventano fonti primarie.
- Documenti filmati possono essere considerati fonti secondarie o primarie, a seconda di quanto il regista ha modificato la fonte originaria.

Il testo argomentativo è una delle più frequenti e diffuse tipologie testuali di fonte primaria. 

La tesi che l'autore si propone di dimostrare è in genere indicata chiaramente al lettore fin dall'inizio del testo, nel quale sono poi forniti sia argomenti direttamente favorevoli alla tesi iniziale, che argomenti contrari alle altre tesi alternative ed opposte. Gli argomenti sono presentati dall'autore con il carattere dell'oggettività e condivisi da altri soggetti, ma il testo argomentativo è per sua natura "di parte" e non neutrale. 

Nel dialogo fra le tesi proposte e le tesi contrarie negate da uno o più testi di questo tipo, il lettore ha modo di formarsi il proprio punto di vista "allo stato dell'arte" delle conoscenze interdisciplinari disponibili: favorevole, contrario, ovvero una verità non ancora accertata/accertabile.

## Classificazione delle fonti primarie
Numerose fonti possono essere considerate nello stesso tempo sia fonti primarie che fonti secondarie, relativamente al contesto nel quale sono utilizzate e valutate, motivo per cui la distinzione fra primario e secondario può risultare labile e soggettiva, e diviene difficile stabilire una definizione esatta ed univoca: ad esempio, la recensione di un libro, quando è principalmente costituita dalla critica dell'autore piuttosto che da una sintesi del libro analizzato, diviene essa stessa una fonte primaria.
Se un testo a carattere storico (o argomentativo) analizza fatti del passato per trarre conclusioni riguardo al futuro, rispetto a tali conclusioni esso è una fonte primaria. Esempi di pubblicazioni nelle quali una fonte può essere classificata sia come primaria che come secondaria, sono: il necrologio, piuttosto che la rilevazione all'interno di numerosi volumi di una pubblicazione che misura la frequenza degli articoli per un determinato argomento.
Relativamente ad un medesimo contesto, la classificazione di una fonte come primaria o come secondaria può mutare nel tempo, in funzione della conoscenza attuale e futura del campo di indagine.
In talune circostanze, un testo può essere classificato come "fonte primaria" di un'informazione, per la quale viene citato, poiché l'autore ha tramandato solamente una tradizione orale, oppure gli originali sono andati distrutti e il testo richiamato rappresenta l'unica copia in nostro possesso, ovvero quella più antica fino a noi pervenuta., e di certa attribuzione.

## Utilizzo delle fonti primarie
Idealmente, uno storico utilizzerà tutte le fonti primarie disponibili che il popolo interessato ha creato nel periodo oggetto di studio. In pratica alcune fonti sono state distrutte, mentre altre non sono disponibili per la ricerca. Le uniche fonti primarie su un evento potrebbero essere memorie, autobiografie, o interviste orali. Qualche volta i soli documenti in relazione con un evento o con una persona di un lontano passato sono stati scritti decine o centinaia di anni prima dello studio. Questo è un problema comune degli studi classici, dove qualche volta è pervenuto fino ai contemporanei solamente qualche frammento dei manoscritti originali, oppure un riassunto parziale tradotto e reinterpretato da persone diverse dall'autore, senza distinguere il testo originale dai propri contributi personali, per quanto di valore per la materia trattata.
Le testimonianze di un periodo storico presentate da un'opera d'arte o letteraria sono influenzate dalla soggettività dell'autore e dal contesto in cui egli è vissuto. Possono anche essere oggetto di scelte non conformi alla verità dei fatti, per ragioni di propaganda politica e di soggezione al mecenatismo. Questi effetti riguardano sia i protagonisti degli eventi sia coloro che ne tramandano la memoria storica orale, scritta, espressa in forma artistica. Problematiche simili riguardano storia e cronaca.
Una fonte primaria come l'articolo di un giornale, nelle condizioni migliori, riflette solo ciò che viene riportato da persone che hanno assistito o preso parte agli eventi, che possono essere o meno veritiere, accurate o complete. Non di rado, l'articolo è una fonte secondaria che a sua volta fa riferimento a uno o più agenzie di stampa note e autorevoli a parere delle più diffuse testate editoriali, cui il giornalista eventualmente aggiunge un'interpretazione o un commento del fatto di cronaca. Gli storici sottopongono sia le fonti primarie che secondarie ad un elevato livello di scrutinio.
Una fonte primaria non è, automaticamente, più autorevole o accurata di una fonte secondaria. Le fonti secondarie sono spesso soggette a revisioni paritarie, sono ben documentate e sono spesso pubblicate attraverso istituti dove l'accuratezza metodologica è importante per la carriera futura e la reputazione dell'autore. Per il fatto di consultare, confrontare tra loro, evidenziare eventuali informazioni contraddittorie, e in genere citare puntualmente una pluralità di fonti primarie, le fonti secondarie possono essere ritenute una preziosa risorsa informativa.
Oltre alla competenza specifica per l'argomento trattato o ad una vasta cultura generale di base, è di fondamentale importanza l'onestà intellettuale di chi scrive, che dipende dall'etica e dalla morale del singolo individuo, così come dal contesto ambientale di persone e norme in cui opera (l'editore, il direttore, il legislatore): la certezza della verità come fine, lo scetticismo come metodo (di studio e di lavoro).

La capacità di formare e di informare verso qualcosa di vero dipendono dalla generale libertà di pensiero, di parola, di opinione e di stampa di una società, così come dalla terzietà, imparzialità, oggettività, neutralità, capacità di separare fatto e interpretazione, dall'assenza di conflitti di interessi e di ricatto occupazionale, dalla personale autosufficienza economica. 

Talora, le riviste sottoposte a revisione paritaria hanno cura di richiedere, verificare e pubblicare anche questo tipo di informazioni riguardo agli autori delle ricerche, informazioni che hanno il loro peso nella comunità scientifica.
Alcune potenziali condotte di quanti scrivono e pubblicano testi a vario titolo possono essere penalmente rilevanti: falso ideologico, falso in atto pubblico, abuso di credulità popolare, pubblicità ingannevole, istigazione a delinquere, apologia di reato, favoreggiamento, calunnia, diffamazione, vilipendio.
Un prefiltro ad eventualità di questo tipo è rappresentato da operatori formati e qualificati, e dai principi di ragionevolezza, diligenza, correttezza e buona fede nello svolgimento di tale tipo di attività.
Gli articoli dei giornali e delle loro edizioni web possono subire modifiche e cancellazioni nel corso del tempo, ad esempio per rettifiche o di errata corrige.
Per i numeri usciti in stampa è comunque possibile recuperare i numeri pubblicati, in modo tale che la fonte citata rimane verificabile nel tempo anche se è annullata e sostituita da articoli successivi. Al contrario, solo una minoranza dei siti Internet rende disponibile una cronologia delle modifiche ovvero le copie di salvataggio utili per questo scopo.

## Reperimento delle fonti primarie
Per reperire fonti primarie potenzialmente autorevoli, esistono su Internet cataloghi interbibliotecari, indici di citazione e repository che mantengono aggiornata una collezione di 
e di singole pubblicazioni di livello accademico e scientifico internazionale (papers).  Possono essere basi di conoscenza consultabili gratuitamente, oppure previo un abbonamento (subscription database).
Alcuni siti si avvalgono di una struttura organizzativa che si occupa di verificare le referenze dei proponenti, i soggetti finanziatori dello studio, l'indipendenza dei ricercatori e l'assenza di potenziali conflitti di interessi).
Esempi di questi siti possono essere così raccolti: 
- interdisciplinari: arXiv, IntechOpen[10], academia.edu (da non confondersi con il sito "academy.edu"), Google Scholar, JSTOR, DOAJ (di tipo open access), Hathi Trust Digital Library, COnnecting REpositories[11], risorse in rete specifiche per le biografie;
- medicina, biologia, chimica, genetica, nutraceutica: Proceedings of the National Academy of Sciences, MEDLINE/Pubmed, The British Medical Journal (BMJ), The Journal of American Medical Association (JAMA), eMedicine, medicineNet, National Center for Biotechnology Information, Online Mendelian Inheritance in Man (genetica), Chemical Abstracts Service, PubChem, Web of Science, ResearchGate.
- scienze umane e scienze sociali: Academic Search Premier, EBSCOhost, International Bibliography of the Social Sciences, International Political Science Abstracts, Social Sciences Citation Index, Harvard Business Review.
- storia ecclesiastica: Dizionario di erudizione storico-ecclesiastica,  Atti dei martiri, Acta Sanctorum, Acta Sanctae Sedis (dal 1865),.

La versione inglese di Wikipedia individua nelle Royal Society nazionali, nelle Società Storiche e Archeologiche, e nelle Società di Antiquari una fonte di informazioni rare e preziose.
Riferimenti per il reperimento di fonti primarie negli Stati Uniti possono essere i seguenti: la Library of Congress, la Digital Public Library of America, National Archives and Records Administration (nella collezione Digital Vaults), la biblioteca digitale no-profit Internet Archive, Chronicling America (da un progetto congiunto fra Library of Congress e  National Endowment for the Humanities, attivo dal 2005), che consiste nell'archivio storico dei quotidiani statunitensi dell'ultimo secolo, digitalizzati e navigabili mediante ricerca testuale.

In Inghilterra risultano in particolare consultati gli Archivi nazionali del Regno Unito e Archivi nazionali della Scozia, che in Access to Archives indicizzano sia gli estremi di altri archivi bibliografici che un'ampia varietà di documenti in formato digitale.  Trove è uno strumento di ricerca gestito dalla National Library of Australia che permette di filtrare i risultati con la tecnica delle faccette di significato.